# Прудник (гміна)
Гміна Прудник (пол. Gmina Prudnik) — місько-сільська гміна у південно-західній Польщі. Належить до Прудницького повіту Опольського воєводства.
Станом на 31 грудня 2011 у гміні проживало 28381 особа.

## Площа
Згідно з даними за 2007 рік площа гміни становила 122.13 км², у тому числі:
- орні землі: 76,00%
- ліси: 12,00%

Таким чином, площа гміни становить 21,38% площі повіту.

## Населення
Станом на 31 грудня 2011:
| Опис     | Загалом | Загалом | Чоловіки | Чоловіки | Жінки | Жінки |
| -------- | ------- | ------- | -------- | -------- | ----- | ----- |
| одиниця  | осіб    | %       | осіб     | %        | осіб  | %     |
| все      | 28381   | 100     | 13501    | 47.57    | 14880 | 52.43 |
| міське   | 22164   | 100     | 10416    | 47.00    | 11748 | 53.00 |
| сільське | 6217    | 100     | 3085     | 49.62    | 3132  | 50.38 |

## Сусідні гміни
Гміна Прудник межує з такими гмінами: Біла, Ґлухолази, Корфантув, Любжа, Ниса.